# Sistem de ecuații
În matematică un sistem de ecuații este o mulțime finită de ecuații pentru care se caută soluții comune. Un sistem de ecuații este clasificat de obicei în același mod ca și ecuațiile individuale, și anume ca:
- Sistem de ecuații liniare,
- Sistem de ecuații neliniare⁠(d),
- Sistem de ecuații biliniare,
- Sistem de ecuații polinomiale⁠(d),
- Sistem de ecuații diferențiale, respectiv
- Sistem de ecuații matriciale.
- Sistem de ecuații booleene